# 大豆苷
大豆苷（英語：Daidzin，也称为黄豆苷）是一种植物产生的異黃酮化合物，常见于大豆的叶中
大豆苷是大豆苷元的7-O-葡萄糖苷。
在动物模型中，大豆苷展现了治疗酒精依赖（酗酒）的潜力。